# Masacre de la Messejana
La masacre en la región de Messejana, en la ciudad de Fortaleza, Ceará, fue una masacre que involucró la policía en la madrugada del 11 al 12 de noviembre de 2015. En total, once personas fueron asesinadas y siete resultaron heridas. Los crímenes ocurrieron en un lapso de menos de seis horas. La región comprende los barrios Messejana, Curió, São Miguel y Lagoa Redonda, ubicados en el Área de Seguridad Integrada 4 (AIS 4). Esta serie de crímenes fue considerada la mayor masacre en la historia de Fortaleza.
Todas las víctimas asesinadas eran hombres y nueve de los once individuos asesinados tenían entre 16 y 19 años.
La policía estableció tres líneas de investigación para investigar la serie de crímenes. La primera sería una posible represalia por la muerte del policía militar Valterberg Chaves Serpa, de 32 años, quien falleció la noche del 11 de noviembre, horas antes de que comenzara la masacre, cuando respondía a una agresión cuando intentaba defender a su esposa, en Grande. Messejana. Además de esta posibilidad, también habría dos represalias más: una relacionada con la muerte de un narcotraficante en la región y otra vinculada con la detención de otro narcotraficante en Grande Messejana.
Tres de las once personas asesinadas tenían experiencia con la policía. Sin embargo, los delitos fueron menores e incluyeron amenazas, una infracción de tráfico y manutención infantil.
La tarde del 18 de noviembre, en el Conjunto Curió, cientos de personas realizaron una manifestación en honor a las víctimas y pidiendo una reducción de la violencia.

## Motivaciones
El Ministerio Público de Ceará (MPCE) indicó que los policías militares acusados de participar en la masacre de Messejana, en noviembre de 2015, actuaron por venganza y asesinaron fríamente a las 11 víctimas. Según la organización, los PM se reunieron esa noche "con un sentimiento de venganza y justicia" por la muerte del policía Valtermberg Chaves Serpa, asesinado durante un intento de robo en el barrio de Lagoa Redonda.
Luego de una investigación realizada por el Departamento de Asuntos Internos (DAI), de la Contraloría General de Disciplina (CGD), el MPCE presentó una denuncia contra 45 policías, entre ellos dos oficiales y 43 soldados rasos. El juzgado aceptó las denuncias de 44 agentes, dejando fuera a uno de los agentes.
Los policías involucrados fueron acusados de doble homicidio, tentativa de homicidio y tortura.
Según el fiscal general de Justicia, Plácido Ríos, "las pruebas recabadas demostraron que la mayoría de las personas fueron asesinadas con disparos en la cabeza. Las víctimas no estaban armadas y no tuvieron oportunidad de defenderse".
"Algunas víctimas se arrodillaron para no morir, pero aún así no se salvaron. Fue una noche oscura, que empañó mucho el estado de Ceará, la sociedad y una institución por la que tenemos una inmensa respetabilidad, que se forjó en el coraje, en la altivez de sus miembros, que es el Primer Ministro de Ceará", explicó Plácido Rios.

## Investigación y desarrollos
La investigación, que se llevó a cabo bajo secreto judicial, demostró que los policías se reunieron a través de comunicaciones telefónicas, incluido el uso de aplicaciones de mensajería de teléfonos celulares. El MPCE informó que se utilizaron autos policiales y vehículos camuflados, con placas alteradas, los cuales eran conducidos por policías en servicio, fuera de servicio y algunos encapuchados.
Durante la investigación se entrevistó a 240 personas, entre ellos agentes de policía, familiares de las víctimas y otros testigos. El Ministerio Público destacó, sin embargo, que los 45 policías imputados fueron identificados a través de pruebas técnicas, como imágenes de circuitos de seguridad, fotosensores, declaraciones telefónicas, GPS de vehículos, escuchas telefónicas y localización de celulares vía Estación Base de Radio (ERB).
"El informe de análisis técnico de las pruebas fue muy específico. Cada uno de los 45 acusados tiene una lista de pruebas que demuestran su participación activa o pasiva en las muertes. O participaron o omitieron deliberadamente la conducta de los agentes de policía, lo que podría evitarla. si no del todo, al menos mitigado", informó.
Los 11 asesinatos ocurrieron entre la noche del 11 de noviembre y la madrugada del 12 de noviembre, en los barrios de Curió, Alagadiço Novo, Messejana y São Miguel. Además de los muertos, otras siete personas resultaron heridas. en el hospital. Sólo una de las víctimas sobrevivió.
Según la Secretaría de Seguridad Pública y Defensa Social (SSPDS), de las víctimas fatales, solo dos fueron responsables de delitos menores, uno por accidente de tránsito y el otro por falta de pago de pensión alimenticia. Cuatro de los muertos eran adolescentes menores de 18 años; otros tres tienen entre 18 y 19 años. Otro hombre tenía 41 años y fue asesinado dentro de un negocio.
La primera audiencia del caso estaba prevista para el día 7 de octubre, a las 9, en el 1º Tribunal de Jurado del Foro Clóvis Beviláqua, en Fortaleza.

## Involucrados
La Asociación de Profesionales de Seguridad (APS), afirmó la inocencia de los empleados de seguridad pública investigados. El abogado de la asociación, Cícero Roberto, afirmó que aún no ha adoptado medidas legales en defensa de los policías porque aún no ha tenido acceso al texto de la acusación.
Según el abogado, algunos de los policías acusados afirman que se encontraban fuera de servicio el día de los crímenes, otros afirman que se encontraban en una zona de la ciudad alejada del barrio donde ocurrió la masacre, y un tercer grupo afirma que Estuvieron presentes en el lugar de los asesinatos, pero no tuvieron ningún papel en los crímenes.
| Barrio         | Nombre                          | Edad | Fecha y hora del homicidio  | Antecedentes        |
| -------------- | ------------------------------- | ---- | --------------------------- | ------------------- |
| Curió          | Antônio Alisson Inácio Cardoso  | 17   | 12 de noviembre, 0:20       | Delitos de tránsito |
| Curió          | Jardel Lima dos Santos          | 17   | 12 de noviembre, 00:20      | Ninguno             |
| Curió          | Álef Sousa Cavalcante           | 17   | 12 de noviembre, 1:54 am    | Ninguno             |
| Alagadiço Novo | Marcelo da Silva Mendes         | 17   | 12 de noviembre, 1:54 am    | Ninguno             |
| Alagadiço Novo | Patrício João Pinho Leite       | 16   | 12 de noviembre, 1:54 am    | Ninguno             |
| São Miguel     | Jandson Alexandre de Sousa      | 19   | 12 de noviembre, 3:33 am    | Ninguno             |
| São Miguel     | Francisco Enildo Pereira Chagas | 41   | 12 de noviembre, 3:33 am    | Ninguno             |
| São Miguel     | Jandson Alexandre de Sousa      | 37   | 19 12 de noviembre, 3:33 am | Amenaza             |
| Messejana      | Pedro Alcântara Barroso         | 18   | 12 de noviembre, 3:57 am    | Pensión alimenticia |
| Messejana      | Marcelo da Silva Pereira        | 17   | 12 de noviembre, 3:57 am    | Ninguno             |
| Messejana      | Renayson Girão da Silva         | 17   | 12 de noviembre, 3:57 am    | Ninguno             |
| Messejana      | Valtermberg Chaves Serpa        | -    | -                           | Ninguno             |